# Mga (miasto)
Mga – rosyjskie osiedle typu miejskiego w rejonie kirowskim (obwód leningradzki). 
W 2010 roku liczyło 10 212 mieszkańców.